# Grand'Combe-Châteleu
Grand'Combe-Châteleu è un comune francese di 1 396 abitanti situato nel dipartimento del Doubs nella regione della Borgogna-Franca Contea.

## Società

### Evoluzione demografica
Abitanti censiti